# Leptamphopus longimanus
Leptamphopus longimanus är en kräftdjursart. Leptamphopus longimanus ingår i släktet Leptamphopus och familjen Calliopiidae. Inga underarter finns listade i Catalogue of Life.